# یودهدن
یودهدن (به سوئدی: Uddheden) یک سکونتگاه مسکونی در سوئد است که در Sunne Municipality واقع شده‌است.

## خصوصیات
یودهدن ۰٫۷۴ کیلومترمربع مساحت و ۲۵۸ نفر جمعیت دارد.